# Chiasmocleis shudikarensis
Chiasmocleis shudikarensis es una especie  de anfibios de la familia Microhylidae.

## Distribución geográfica
Se encuentra en el Brasil, la Guayana Francesa, Surinam, Guyana y, posiblemente también, en Perú.

## Estado de conservación
Se encuentra amenazada de extinción por la pérdida de su hábitat natural.